# Talgar

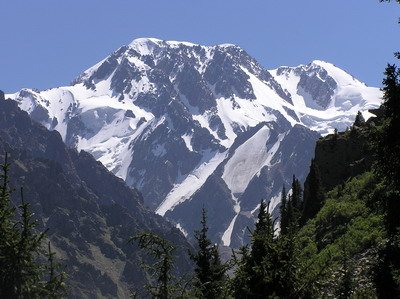
Le pic Talgar

Talgar (en kazakh : Талғар, en russe : Талгар) est une localité de l’oblys d'Almaty au Kazakhstan. C’est le chef-lieu du district de Talgar. La localité est située à 25 km d’Almaty, dans la direction de Iessik, et à l'est de Birlik.

## Toponymie
Plusieurs origines ont été proposées pour le nom de la localité. La plus vraisemblable, dans l'état des connaissances actuelles, indique une modification du terme « Talkhiz », dont un peuplement était situé à proximité de la ville.

La localité actuelle a été fondée en 1858 sous le nom de Sofilskaya. Elle conservera ce toponyme jusqu’en 1918, date à laquelle elle prend le nom de  Murayevo. En 1919, le village devient la stanitsa Talgar.

## Histoire

### Moyen Âge
Les premières traces d'un peuplement à Talgar ont été signalées par un géographe perse dans le traité Khudud al-alem (« les frontières du monde ») en 982. Le peuplement porte alors le nom « Talkhiz » et est situé dans les montagnes du Jetyssou, aux confins des territoires des tribus turciques karlouks et chilguils (en). D’après le géographe, les habitants de Talkhiz formaient un peuple « brave, martial et vaillant ».

L’étude de certains scientifiques montre que le nom du peuplement, originellement « Talkhir », fut malmené par un copiste. Notons cependant que « Talkhir » est un nom connu dans le Kazakhstan moderne. Outre la localité voisine d’Almaty, la rivière qui la traverse et le sommet le plus haut des monts Trans-Ili Alataou portent ce toponyme, prouvant sans nul doute l’existence de l’ancien établissement, comme les fouilles archéologiques aux alentours de l’actuelle Talgar l’ont par ailleurs montré.

Le scénario du développement de l’ancien établissement a été développé grâce aux travaux des archéologues I.I. Kopylov, A.Kh. Morgulin, K.M. Baipakov, et T.V. Savelyeva.
Au IXe siècle, une fortification appartenant au chef d'une tribu turcique est érigée. L’emplacement est une halte sur le tracé de la route de la soie et est situé aux pieds des monts Trans-Ili Alataou, terres riches en sources et pâturages d’été.

Avec le temps, l’établissement devient populaire par ses marchands et artisans. Si à l’origine leur production était à l’usage du propriétaire des lieux et de sa cour, ils commencent bientôt à travailler pour les nomades et les peuplements voisins.

Au début du Xe siècle, Talgar est désormais une ville. L’époque est celle d’un changement politique et économique dans l’histoire du Kazakhstan, le pays étant désormais contrôlé par la dynastie des Qarakhanides. Le Kazakhstan est divisé en divers territoires gouvernés par des représentants de la dynastie. Talgar se développe rapidement à cette époque, et comme d’autres localités de la vallée de l’Ili, elle devient la capitale d’un territoire important tant géographiquement qu’économiquement.

### LesXIXeetXXesiècles
Vernoye est établie en février 1854, près d’Almaty, succédant à une fortification cosaque. Le gouvernement local décide également de renforcer la frontière est avec l’Empire russe. Trois stanitsas sont alors fondés près de Vernoye : Sofiiskaya (Talgar), Nadezhdinskaya (Iessik) et Lyubavinskaya (Kaskelen). La légende veut que ces stanitsas aient reçu le nom des trois filles d’un gouverneur local.

On trouve en février-mars 1858 les premières indications concernant la fondation de Sofilskaya, attestant la construction par Khorunzhy Zherebyatyev et vingt-quatre autres familles kazakhs de plusieurs maisons sur la rive droite de la rivière Talgar. « 38 090 dessiatines de terres propres au labour et à la construction et 2 636 dessiatines de terres incultes (neudobitsa) » sont alors allouées à l’établissement de la stanitsa.
C’est le 22 décembre 1959 que Talgar obtient le statut de ville. Elle demeurera au sein du district d’Illisky jusqu’en mai 1969, date à laquelle elle devient le chef-lieu du district de Talgar.

## Géographie

### Topographie
Talgar est située à la frontière sud de l’oblys d'Almaty, aux pieds des monts Trans-Ili Alataou, dans la chaine des monts Tian.

La localité s’étend le long de la rivière sur 6,4 km, depuis son point le plus élevé au microdistrict Meliorator situé dans la partie méridionale (1 500 m), jusqu’à son point le plus bas à Ken Dala au nord de la ville (1 000 m).

Elle occupe 18,8 km2, à une altitude moyenne de 1 250 mètres au-dessus de la mer.

### Localités voisines
- Novoalekseevka au nord
- Iessik à l’est
- Almaty à l’ouest

### Les monts Talgar

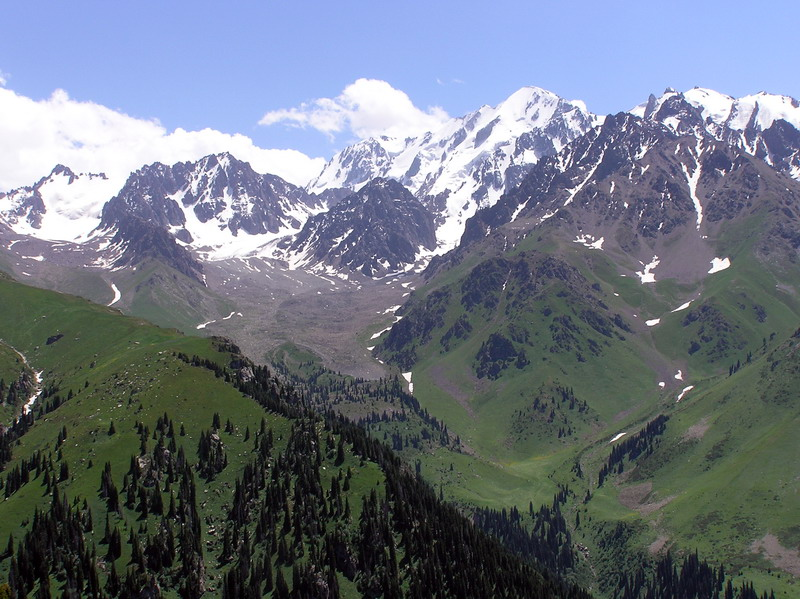
Les monts Talgar

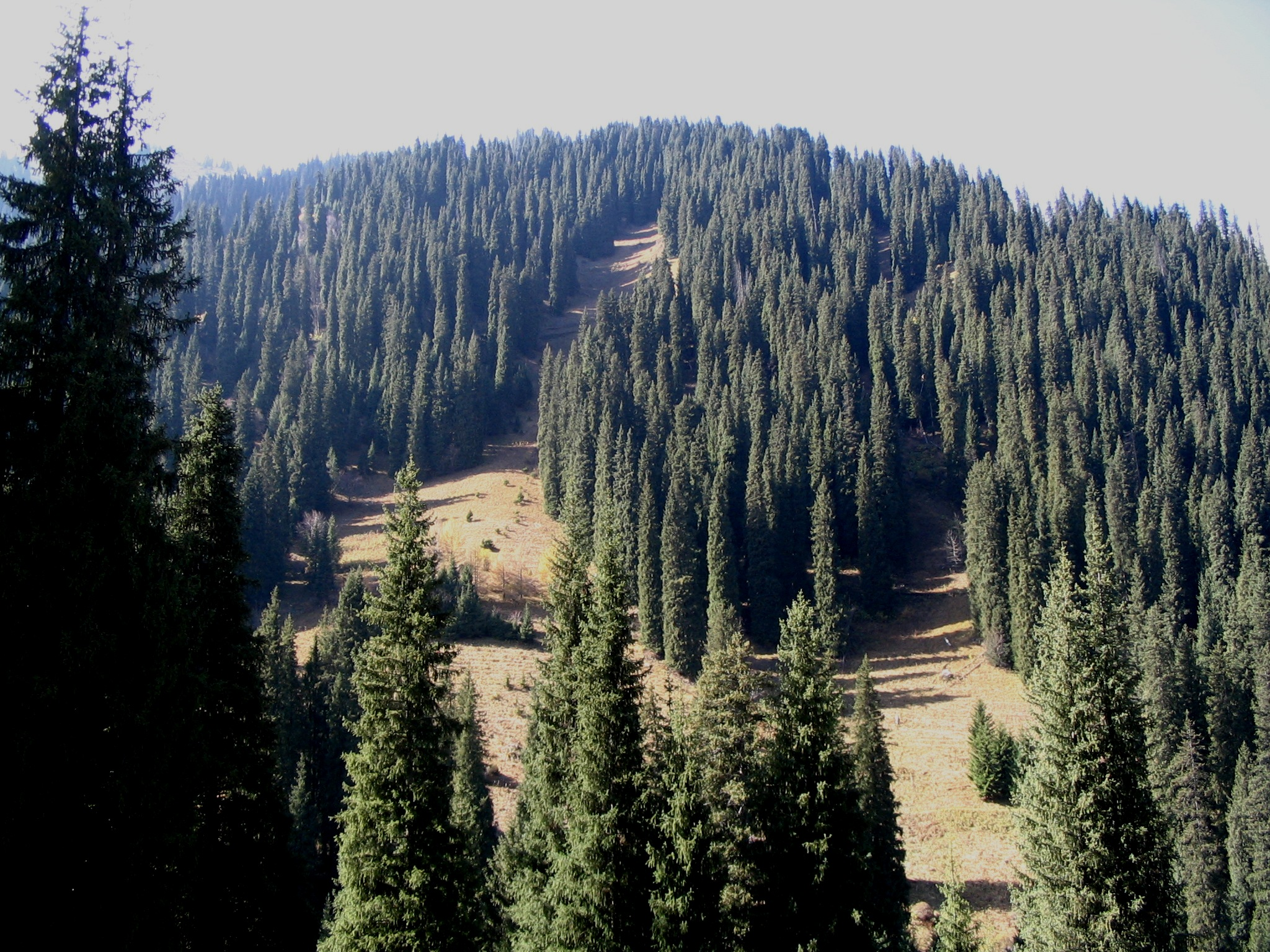
Forêt monospécifique d'épicéas de Schrenk au sud d'Almaty

« Monts Talgar » est le nom qui désigne la partie nord-ouest des Trans-Ili, aux confins de la ville. Ils sont une destination touristique courue, pour leurs chemins, campings et centres de loisirs. La réserve d’Almaty et le parc national Ile-Alataou en font partiellement partie.

Ces montagnes présentent des paysages très variés. Elles s’élèvent à plus de 3 000 mètres et sont caractérisées par des falaises abruptes et de fortes pentes rocheuses. Des glaciers façonnent des vallées et donnent naissance à des cours d’eau.

La végétation est de type alpin, riche en edelweiss, pavots des Alpes, marguerites et laiches.

Le pic Talgar est le plus haut des sommets des monts Trans-Ili. Il culmine à 4 979 et est situé à 10 kilomètres du centre de la ville.
La partie subalpine (de 2 400 à 3 000 mètres) est caractérisée par des pâtures de hautes herbes et des paysages de steppe avec des bouquets de genévriers sur les pentes méridionales. Le relief érodé de la partie centrale des monts s’étend de 1 700 à 3 000 mètres. Des gorges et des vallées étroites, aux falaises pouvant aller jusqu’à 700 mètres sont assez fréquentes ici.

Le relief présente de fortes inclinaisons, avec pour résultantes des chûtes d'eau et des coulées de pierrailles. Les bancs horizontaux sont recouverts de prés, de buissons ou de forêts de conifères. Les pentes septentrionales sont couvertes d'épicéas de Schrenk, alors que la partie méridionale se caractérise par des buissons de Rosiers des Chiens (Rosa canina L.).

On trouve également des forêts de trembles, et quelques bois de bouleaux. Les buissons et les arbustes à petites feuilles sont situés dans la partie s'étalant de 1 400 à 1 600 mètres. Cette partie a été modifiée par la main de l'homme. Des bouquets de pommiers sauvages (Malus sieversii) et autres abricotiers ont résisté. Au sud les pentes couvertes de rosiers sauvages sont fréquentes.
Le territoire présente les caractéristiques d'une montagne « jeune », et de fait, les monts Talgar sont connus pour être frappés de catastrophes cycliques, telles que tremblement de terre, coulées de boue et avalanches neigeuses.

## Climat
La ville appartient à la zone de type été chaud continental (Dsa selon la classification de Köppen) et bénéficie de quatre saisons distinctes, avec des étés chauds et secs et des hivers modérés. La température moyenne annuelle oscille entre 7,7 °C et 8,7 °C. En juillet, généralement le mois le plus chaud, la moyenne haute est de 22,4 °C avec des plus bas à 19,3 °C. Janvier, la période la plus froide, présente une température variant de −3,7 °C à −7,4 °C. Les premières gelées d’automne se produisent à la mi-octobre et les derniers frimas à la fin avril.
Les précipitations annuelles moyennes varient de 463 mm à 779 mm. Le printemps est généralement la saison la plus arrosée, avec des averses courtes et des orages plutôt que de longs épisodes pluvieux. Les précipitations hivernales sont en général neigeuses plutôt que pluvieuses.

## Démographie
Talgar a vu sa population croître à partir de 1989 pour atteindre 47 301 habitants en 2012.
| Année | Population |
| ----- | ---------- |
| 1959  | 20 071     |
| 1970  | 31 273     |
| 1979  | 36 952     |
| 1989  | 43 645     |
| 1999  | 43 353     |
| 2009  | 45 529     |
| 2012  | 47 301     |

## Culte
- Orthodoxe:
- Catholique: paroisse de l'Assomption, dépendant du diocèse d'Almaty. Messe le dimanche en russe à 10 heures[2]